# Jamel Morris
Jamel Vaughn Morris (Gahanna, 14 novembre 1992) è un cestista statunitense.